# Hyadaphis agabiformis
Hyadaphis agabiformis är en insektsart. Hyadaphis agabiformis ingår i släktet Hyadaphis och familjen långrörsbladlöss. Inga underarter finns listade i Catalogue of Life.